# Войтановский, Василий
Василий Войтановский (укр. Василь Войтанівський), также известный как Гороховский (укр. Горохівський; 1894, Братковцы — 29 июня 1945, Загреб) — украинский общественный деятель, проводник Организации украинских националистов в Королевстве Югославия и Независимом Государстве Хорватия, глава отделения украинского общества «Просвита» в Загребе, участник II Великого сбора ОУН в Риме (26 августа 1939 года). В годы Второй мировой войны — один из идеологов создания Украинского легиона в рядах Вооружённых сил НГХ.

## Биография
Родился в 1894 году в селе Братковцы Королевства Галиция и Лодомерия (ныне Стрыйский район Львовской области). Окончил Загребский университет, воинскую службу проходил в Загребе. Участник революционных событий и Гражданской войны на Украине. В 1922 году уехал в Загреб, принял подданство Королевства сербов, хорватов и словенцев. В 1932 году женился на хорватке Влатке Рожман, в браке родились двое детей.
Войтановский стал инициатором отделения украинского общества «Просвита» в Загребе и многие годы возглавлял его. Его авторству принадлежат статьи в хорватской прессе об украинской культуре, связях украинской культуры с хорватской и украинском националистическом движении, очерки украиноязычной прессы о Хорватии. Как переводчик, Войтановский переводил на хорватский язык произведения Богдана Лепкого и Пантелеймона Кулиша, а также перевёл на украинский «Сказки из старины» (хорв. Priče iz davnine) Иваны Брлич-Мажуранич. Член хорватского культурного общества «Братья хорватского дракона».
В межвоенные годы Войтановский возглавлял Экзекутиву ОУН в Хорватии (член фракции Андрея Мельника), поддерживая связи с Проводом украинских националистов через посредничество сначала Николая Сциборского, а потом Ярослава Барановского. В 1939 году участвовал во втором Великом сборе ОУН в Риме. Входил в состав трёх комиссий Великого сбора: идеолого-политической (глава — Сциборский), организационной (глава — Барановский) и резолюционной (глава — Стецько).
В мае 1940 года Войтановский был арестован югославскими властями за антигосударственную деятельность и отправлен в тюрьму Главняча. Однако после нападения Германии на Югославию и последующей капитуляции страны он был освобождён. 10 апреля 1941 года, в день провозглашения Независимого Государства Хорватия по радио он приветствовал хорватских националистов-усташей и поддержал образование НГХ, руководителем которого стал поглавник Анте Павелич. 12 апреля того же года он дал указание всем украинским националистическим единицам на территории НГХ присягнуть «на верность хорватскому государству и его вождю доктору Анте Павеличу», а также приготовить всё в Боснии для прихода хорватских войск и их союзников из оси
Войтановский стал одним из идеологов формирования Украинского легиона в вооружённых силах НГХ, существование которого замалчивалось усташами. Этот отряд воевал против четников и коммунистических партизан, выполняя приказы командования хорватских вооружённых сил и военизированных организаций усташей. Все действия легиона (в том числе и нападения на гражданских) под командованием атамана Владимира Панькива сопровождались «подозрительным молчанием со стороны Войтановского». Помимо этого, в дальнейшем Войтановский возглавил так называемое «Украинское Представительство» в НГХ, руководя им до 1945 года: вместе с Антоном Иванюком им было сформировано студенческое военное отделение имени Головинского в Загребе. Сам Войтановский в последние дни войны поджёг в Загребе библиотеку и архив «Украинского Представительства».
В 1945 году, после краха Независимого Государства Хорватия и поражения Третьего рейха во Второй мировой войне Войтановский, его жена и сын были арестованы солдатами НОАЮ. Суд признал их виновными в сотрудничестве с гитлеровцами и усташами, а 29 июня 1945 года Василий был расстрелян (смертный приговор был также вынесен его жене и сыну).